# Anton von Freund
Anton von Freund Toszeghy, né à Budapest en 1880 et mort à Vienne le 20 janvier 1920, est un riche industriel hongrois qui a favorisé la psychanalyse naissante.
Il obtient le diplôme de docteur en chimie et décida d'entrer dans l'enseignement, tout reprenant avec son frère Emil la direction des affaires de leur père, riche industriel anobli, fondateur d'une important brasserie (Steinbuch A.G.). Sigmund Freud passe l'été 1918 dans leur propriété et analyse Anton von Freund, puis supervise sa formation analytique. 
Anton von Freund joue un rôle important de mécène du mouvement psychanalytique austro-hongrois. Il est notamment l'organisateur du Ve congrès de l'Association psychanalytique internationale, qui se tient à Budapest, en 1918, en l'absence du monde non-germanophone, du fait de la Première Guerre mondiale. Il est le fondateur d'un centre de recherches sur la psychologie de l'enfant, auquel participe Melanie Klein, alors en analyse avec Sándor Ferenczi.
Il fait un don d'une somme considérable pour la construction d'un institut de psychanalyse à Budapest qui ne voit pas le jour. Son argent permet également de fonder les éditions « Internationale Psychoanalytische Verlag » à Vienne. dont il devient secrétaire général en septembre 1918.
Il meurt prématurément, à 39 ans, le 20 janvier 1920, au sanatorium de Vienne.